# Седми кръстоносен поход
Седмият кръстоносен поход  (1248-1254) е военна експедиция предприета с от френския крал Луи Девети с цел отслабване на Египет на мамелюците и подпомагане на християнските жители на Палестина. Папските интереси, представлявани от Ордена на тамплиерите, довеждат кръстоносните държави в Близкия изток до конфликт с мамелюците, които призовават на помощ Хорезъм. През 1243 г. войски на тази държава нападнат Йерусалим. Въпреки че отзвукът от това събитие далеч не е толкова силен, колкото яростта обхванала Западна Европа след превземането на града от Саладин през 1187 г., кралят организира поход срещу Египет и потегля натам през 1248 г. Отначало походът постига успех, но после кралят е взет в плен от египтяните през 1250 г., след неуспешен опит да завладее град Мансура. Вестта за пленяването му от египетския султан предизвика силен гняв сред поданиците му във Франция, който дава старт на първият Пастирски кръстоносен поход през 1251 г. - импровизирана армия от около 60 000 души, предимно от простолюдието, се опитва да се организира и да замине на помощ на краля. Майка му Бланш Кастилска отначало се стреми да подпомогне "пастирчетата" и дори допуска голяма част от тях в Париж, където те се отдават на безчинства, основно срещу местните свещеници. Изобщо те смятат духовенството, и най-вече - доминиканците - за главен виновник за злополучието на Луи, вярвайки че без техните подстрекателства той не би заминал. Затова се впускат в редица грабежи и кланета над клира. Движението много бързо губи подкрепата на светската власт (от църковната поначало не е одобрено). Пастирският поход така и не напуска Франция, а се изражда в метеж, насочен едновременно срещу Католическата църква, богатото гражданство и срещу евреите. "Пастирчетата" са избити от кралските войски. Междувременно Луи е освободен, скоро след пленяването си, срещу голям откуп и предаването на Дамиета, важна крепост, която преди това е отнел от тях, на мамелюците. Още същата 1250 г., той заминава за Сирия и впоследствие прекарва по-голяма част от времето си, в следващите 4 години, в двореца в крепостта Акра, в очакване на подкрепления. Завръща се във Франция през 1254 г. През 1270 г Луи е един от организаторите на много по-несполучливия Осми кръстоносен поход, срещу град Тунис, Северна Африка, по време на който умира от чума. Заради религиозността си и подвизите си в кръстоносните походи, той е обявен през 1297 г. за светец от папа Бонифаций VIII, под името Свети Людовик Френски (наричан и Луи Свети).